# David Stern
David Joel Stern (New York City, New York, 22. rujna 1942. – Manhattan, New York, 1. siječnja 2020.) bio je četvrti po redu povjerenik National Basketball Associationa (NBA). Svoju suradnju s NBA ligom počeo je 1966. godine kada je postao vanjskim savjetnikom lige, da bi 1978. postao glavnim savjetnikom, a 1980. i izvršnim dopredsjednikom NBA lige. 1984. godine naslijedio je Larryja O'Briena na mjestu povjerenika NBA lige. U mirovinu je otišao 1. veljače 2014. godine, točno 30 godina nakon što je postao povjerenik, a na toj poziciji ga je zamijenio Adam Silver. Preminuo je 1. siječnja 2020. godine tijekom poslijepodneva, od posljedica teškog moždanog udara koji je pretrpio 12. prosinca 2019. godine. Imao je 77 godina.

## Rani život
David Stern rodio se 22. rujna 1942. godine u New Yorku. Odrastao je u obližnjem Teanceku u New Jerseyu, gdje je završio osnovnu i srednju školu, a potom i Rutgers University, da bi na koncu diplomirao pravo na Columbiji 1966. godine. Nakon polaganja pravosudnog ispita primljen je i u odvjetničku komoru.

## National Basketball Association
Njegova suradnja s NBA ligom započinje ubrzo nakon što je diplomirao, kada se kao vanjski savjetnik priključuje vodstvu lige na čelu s povjerenikom Walterom Kennedyjem. Poduzetni Stern već 1978. postaje glavnim savjetnikom tadašnjeg povjerenika lige, Larryja O'Briena, koji ga 1980. godine promovira u izvršnog dopredsjednika lige, a nakon toga i u svog nasljednika. Tijekom svog uspona, Stern je donio i proveo nekoliko ključnih odluka od kojih su i kolektivni pregovori s igračima, uvođenje statusa slobodnog igrača, salary capa, te po prvi puta u nekom profesionalnom sportu, testiranja na droge. 1. veljače 1984. Stern je i službeno postao četvrti po redu povjerenik NBA lige, nasljedivši na tom mjestu Larryja O'Briena. Također Sternova prva godina bila je obilježena jednom od najboljih draft klasa u povijesti lige u koju su uvršteni igrači poput Michaela Jordana, Hakeema Olajuwona, Charlesa Barkleya, Johna Stocktona i drugih. Dolaskom u ligu, učinio ju je više komercijalnom te je s brojnim sponozorima, posebice Nikeom, potpisao bogate sponzorske ugovore kojom je privukao pažnju na cijelu košarkašku organizaciju. Proširio je NBA ligu, uvevši novih sedam franšiza u natjecanje te ju je proširio i na područje Kanade te je osigurao prijenose utakmica brojnim državama svijeta. 1996. godine, Stern je bio jedan od pokretača i osnivača ženske košarkaške WNBA lige. Također osnovana je i NBA Razvojna liga, a Stern je pokazao i svoj humanitarni doprinos pokrenuvši brojne humanitarne akcije poput "NBA Cares" i "Read to Achieve".
25. listopada 2012. Stern je obavijestio javnost da će se 1. veljače 2014. godine, točno 30 godina nakon što je postao povjerenik, povući s te pozicije te otići u mirovinu. Njegov zamjenik Adam Silver je potom naslijedio njegov posao povjerenika. 14. veljače 2014. uvršten je u košarkašku Kuću slavnih, a 2016. je postao i član FIBA-ine Dvorane slavnih.

### Značajni događaji tijekom obnašanja dužnosti povjerenika lige
- Izgradnja novih 28 dvorana (10 dvorana od 1999. do danas)
- Premještaj pet NBA franšiza (Clippers, Kings, Grizzlies, Hornets i SuperSonics/Thunder)
- Uvođenje sedam novih momčadi u natjecanje (Hornets, Timberwolves,Heat, Magic, Grizzlies, Raptors i Bobcats)
- Uvođenje kodeksa odjevanja
- Preimenovanje NBA finalnog trofeja u Trofej "Larry O'Brien"
- Preimenovanje nagrade za najkorisnijeg igrača NBA finala u Trofej "Bill Russell" za najkorisnijeg igrača NBA finala

## Kontroverze
Od strane bivšeg NBA sudca, Tima Donaghya, Stern je optužen za namještanje šeste utakmice finala Zapadne konferencije 2002. godine, između Sacramento Kingsa i Los Angeles Lakersa. Lakersi su tu utakmicu pobijedili zahvaljujući neobjašnjivim odlukama sudaca, uključujući i 27, za njih, dosuđenih slobodnih bacanja u četvrtoj četvrtini. Također Donaghy optužuje Sterna za namještanje prve dvije utakmice prvog kruga doigravanja 2005. godine, između Houston Rocketsa i Dallas Mavericksa, koje su otišle u korist Rocketsa, a potom iduće dvije u korist Mavericksa jer se njihov vlasnik, Mark Cuban, žalio na sumnjive sudačke odluke.

## Vanjske poveznice
- Profil na NBA.com
- Profil  Arhivirana inačica izvorne stranice od 2. veljače 2010. (Wayback Machine) na AskMen.com